# Il virtuoso
Il virtuoso (in olandese De virtuoos) è un romanzo pubblicato nel 1993 in prima edizione olandese e nel 1996 in prima edizione italiana dalla scrittrice olandese Margriet de Moor.

## Storia
Il virtuoso è il romanzo di Margriet de Moor scritto dopo Op de rug gezien, del 1988.

## Descrizione
La trama si sviluppa, in sintesi, raccontando la storia di un amore nato tra una nobile napoletana, la duchessa Carlotta, e Gasparo Conti, un notissimo cantante castrato che grazie alle sue doti canore calca le scene teatrali interpretando personaggi femminili. La vicenda si svolge nel XVIII secolo nella città partenopea tra carrozze, chiese, teatri e zone portuali. La passione erotica travolge i due protagonisti che iniziano il gioco tra loro seducendo e lasciandosi sedurre. La voce narrante è quella di Carlotta che racconta, oltre alla nascita della loro passione, l'ambiente raffinato della società del tempo come se descrivesse un ballo in maschera. Del resto Gasparo è un virtuoso d'eccezione e la nobile Carlotta per un'intera stagione siede in un palco del teatro illuminato da candele e si lascia incantare dalla voce unica del soprano maschile. L'ambiente descritto è quello di un periodo in cui si attende e si discute la nuova era alle porte.
- Prologo. Il romanzo inizia col racconto delle vicende dell'infanzia di Carlotta fino alla sua partenza per Napoli. Cresce nel borgo di Croce del Carmine, ai piedi del Vesuvio. Suo padre ricopre diversi incarichi politici per il re spagnolo che aveva conquistato Napoli. Poiché Napoli è governata dagli Asburgo, non gli è più permesso entrare in città. Sua madre è morta e Angelica, la sua sorellastra nubile di diciassette anni, conduce una vita molto libera a Napoli. Carlotta e la sorellastra sono descritte come molto ben istruite socialmente e intellettualmente. Poi si marra di un evento accaduto nella giovinezza di Carlotta che si svilupperà in seguito. Un giorno scompare l'undicenne Gasparo Conti, soprano del coro. Questi viene portato a Norcia prima della pubertà per subire l'intervento che lo farà diventare un cantante castrato. Quando Carlotta ha quindici anni, intanto, si sposa con un duca molto più anziano. Lui resta a Napoli gran parte dell'anno, lei resta nella tenuta e ha due figlie. Ancora una volta però la situazione politica cambia quando Carlo di Borbone caccia gli Asburgo e riprende il potere a Napoli. Intanto muore il padre di Carlotta e lei ottiene dal marito il permesso di trasferirsi a Napoli per seguirne la stagione lirica. Poi, secondo l'accordo, dovrà tornare e dare alla luce un figlio.[4]
- Primo capitolo. Carlotta e la sua sorellastra assistono ad un'opera di Georg Friedrich Händel nel Teatro San Carlo di Napoli, da poco inaugurato. In scena vede Gasparo Conti che interpreta un ruolo importante. Impressionata dalle sue capacità canore vuole incontrarlo di persona, ricordando anche i suoi anni giovanili. Riesce a vederlo durante una festa dopo lo spettacolo.[4]
- Secondo capitolo. Carlotta soggiorna a Napoli dal giorno successivo alla partenza di Gasparo fino al suo ritorno nel mese di dicembre. Diventa chiaro che il suo interesse è approfondire la conoscenza col cantante, attirata dalla sua bellezza fisica e curiosa di scoprire il segreto delle sue doti canore. Allo scopo intrattiene una relazione con un marchese francese e in tal modo va all'opera il più spesso possibile.[4]
- Terzo capitolo. Carlotta e Gasparo iniziano una relazione. Nella sola giornata descritta dal capitolo i due fanno l'amore e parlano di musica. Gasparo le racconta anche del giorno in cui, nel suo paese natale, fu deciso che sarebbe andato a Norcia per sottoporsi ad un intervento chirurgico. Le narra anche di fatti accaduti quel giorno a Napoli, di quando, durante uno spettacolo, discuteva con i suoi colleghi per la loro mancanza di professionalità.[4]
- Quarto capitolo. La relazione di Carlotta con Gasparo continua. Nella prima dell'opera L'Olimpiade di Pergolesi Gasparo interpreta il ruolo principale. Si ricorda anche la visita di lei a lui del giorno prima quando gasparo ha suonato per lei, hanno fatto l'amore e lui le ha raccontato della sua formazione al conservatorio.[4]
- Quinto capitolo. Continua la storia della carriera di Gasparo, della sua prima apparizione non ufficiale col racconto in dettaglio del suo straordinario debutto alla Roma. Segue poi un breve intermezzo nel quale si racconta in parte la vicenda di Faustina, la cameriera di Carlotta. Poi seguono i giorni del ritorno di Carlotta da Napoli con il marito e degli anni che seguono.[4]
- Sesto capitolo. Si narra del periodo di febbraio, a metà della stagione lirica. Carlotta fa visita a Gasparo, che ora ha uno studente di talento. La relazione tra Gasparo e Carlotta è di dominio pubblico per tutta Napoli.[4]
- Settimo capitolo. Carlotta fa un viaggio con Rodolphe, il suo amante francese che l'accompagnava al teatro. Viene raccontata anche la storia del soggiorno di Gasparo a Londra e di come sia stato presentato al compositore Händel. Rodolphe e Carlotta la sera vanno all'opera e discutono di arte e bellezza. Infine, Carlotta fa un viaggio con Gasparo a Capri e assieme rivivono le loro esperienze a Londra.[4]
- Il capitolo finale racconta la loro ultima notte insieme, dopo lo spettacolo finale al San Carlo. Gasparo la lascia per Giuseppe, il suo allievo. Insieme Gasparo e carlotta viaggiano verso Roma, dove Giuseppe farà il suo debutto la sera successiva. A Roma i due si salutano per sempre.[4]

La scelta del termine virtuoso è legata al fatto che generalmente è utilizzato per cantanti e musicisti che eccellono nella loro professione. Il loro virtuosismo consiste proprio nel non aderire alle regole ma nell'interpretarle in modi nuovi. Il virtuoso protagonista è lo strumento scelto per mostrare il modo in cui Carlotta cerca di sfuggire alla sua esistenza limitata. Secondo lei la vita non offre opportunità sufficienti per realizzare la sua idea di felicità. Per raggiungere questo obiettivo diventano determinanti tre elementi fondamentali del romanzo: la sessualità, la musica e la città di Napoli.

## Edizioni

### Edizione originale
- (NL) Margriet de Moor, De virtuoos, Amsterdam, Contact, 1993, OCLC 902218491.

### Edizione italiana
- Margriet de Moor, Il virtuoso, Milano, Garzanti, 1996, ISBN 9788811620174, OCLC 35698040.

### Edizioni in altre lingue
- (DE) Margriet de Moor, Der Virtuose: Roman, München, Hanser, 1994, OCLC 231626861.
- (ES) Margriet De Moor, El virtuoso, traduzione di Julio Grande, Barcelona, Emecé, 1994, OCLC 69056483.
- (FR) Margriet De Moor, Le virtuose: roman, Paris, R. Laffont, 1995, OCLC 43936178.
- (NO) Margriet De Moor, Virtuosen, traduzione di Eva Paasche, Oslo, Gyldendal, 1995, OCLC 68986722.
- (PL) Margriet De Moor, Wirtuoz, Poznań, Historia i Sztuka, 1995, OCLC 69621779.
- (DA) Margriet De Moor, Virtuosen: roman, traduzione di Tim Kane, København, Samleren, 1995, OCLC 69072228.
- (EN) Margriet de Moor, The virtuoso, traduzione di Ina Rilke, London, Picador, 1966, OCLC 35803146.
- (HU) Margriet De Moor, A virtuóz, traduzione di Györffy, Budapest, Európa, 1997, OCLC 68079809.
- (SL) Margriet De Moor, Virtuoz, traduzione di Tanja Mlaker, Ljubljana, Študentska založba, 2011, OCLC 780841566.